# 1030 Vitja
1030 Vitja este un asteroid din centura principală, descoperit pe 25 mai 1924, de Vladimir Albițki.